# جون باتاليا
 جون ديفيد باتاليا جونيور  (2 أغسطس 1955 – 1 فبراير 2018)  وهو قاتل أمريكي أُدين بتهمة قتل طفلتيه الصغيرتين، حكم علية الإعدام في ولاية تكساس، الولايات المتحدة. أدين بقتل ابنتيه الصغيرتين في مايو 2001 في عمل «انتقامي» ضد زوجته المنفصلة ماري جين بيرل، التي كانت تحاول سجنه. أُعدم باتاليا بتاريخ 1 فبراير 2018.

## خلفية
جون باتاليا وهو أصل إيطالي ولد من عائلة عسكرية داخل قاعدة في ولاية ألاباما، حيث كان أباه عسكرياً حيث ترك الجيش عام 1970. عندما كان بتاليا طفلاً، انتقل في جميع أنحاء الولايات المتحدة وإلى ألمانيا كذلك. التحق بالمدرسة الثانوية في ولاية أوريغون ودومونت، نيو جيرسي، وتخرج في نهاية المطاف من مدرسة دومونت الثانوية. التحق بجامعة فيرلي ديكنسون، حيث كان قد تخصص في المحاسبة بعد أن كان في البداية يحضر لدخول في تخصص الطب، لكنه ترك الدراسة في عام 1976 بناءً على طلب صديقه. بعد أن واجه مشكلة مع القانون لاستخدام المخدرات غير المشروعة، انضم إلى المارينز، أصبح رقيب في الجيش، بعدها ترك المارينز ليصبح محاسباً. انتقل إلى دالاس لأن والده عاش هناك، وأخذ دروسًا في المساء ليصبح محاسبًا قانونيًا معتمدًا (CPA) وقام بنمذجة أعماله. أصبح في نهاية المطاف محاسباً قانونياً.
لديه ابنته كريستي (مواليد 1986)، من زواجاً سابق من ميشيل غيتي  يذكر أنه ارتكب أعمال عُنف منزلية ضد زوجته غيتي.
المرأة التي ستصبح زوجته الثانية هي ماري جان بيرل تقيم في هايلاند بارك ، تكساس، في منطقة دالاس فورت وورث. تزوج بتاليا وبيرل بتاريخ 6 أبريل 1991. وانجبا فتاتين، وهما ماري (1992-2001)  وليبرتي ماي (1995-2001)  وهما طلابتين من مدرسة جون برادفيلد الابتدائية في هايلاند بارك.
بتاريخ يناير من عام 1999، انفصلت بيرل عن باتاليا بعد سوء المعاملة اللفظية بينهما (دون طلاق)، ولم يعد يُسمح له بالعيش معها مجدداً. كان ذلك في عيد الميلاد، عندما كان باتاليا في زيارة لرؤية ماري ولبيرتي لكن دب الخلاف بينهما وهاجم بتاليا بيؤل في حادث عنف منزلي. ونتيجة لذلك، أقر بأنه مذنب في تهمة الاعتداء على مستوى الجنح وتم إخضاعه للمراقبة لمدة عامين. تقدمت بيرل بطلب الطلاق فور وقوع الحادث، وتم الانتهاء من الخلاف فيما بينهما (بالطلاق) في أغسطس من عام 2000.
كانت بيرل تحاول إبطال الإفراج المشروط عن باتاليا  نظراً لأنه كان يتحرش بها عبر الهاتف لعدة مرات وهما منفصلان. يذكر أنه لم يكن من المفترض أن يرسل لها الرسائل في شروط الإفراج، وادعت بيرل أنه ينبغي أن يكون مسجونا بسبب تاريخه الحافل بالعنف المنزلي. كما انه استخدم الماريجوانا، الذي انتهك شروط الإفراج (الإدانة مع وقف العقوبة).
حتى تلك اللحظة، لم يضرب بتايا أي من بناته. وصرّحت بيرل بأنه سبق أن خبأ فتياته عنها، وحتى قتل الفتيات، لم تصدق أنه على استعداد لإلحاق الأذى بهم رغم عنفه المنزلي السابق ضد النساء البالغات. سمح لبتاليا بزيارات كل فترة لأطفاله. وكان يدلي لمعارفه ببيانات سلبية عن زوجاته السابقين في حين أدلى ببيانات إيجابية عن بناته الصغار. وصرحت جاكلين فلويد، كاتبة فقرة في صحيفة دالاس مورنينج نيوز ، «لقد خدع الناس للاعتقاد بأنه كان أبًا مخلصًا لبناته الصغار.».

## جرائم القتل
بتاريخ 2 مايو 2001، تركت ماري بيرل بناتها الصغار مع آباهم باتاليا لتتناول العشاء سبفت أن خططت له سابقاً، لكنه بدلاً من ذلك أخذهم إلى شقته، في منطقة آدم هاتس لوفتس، في ديب إلوم، دالاس. قام باتاليا بالإتصال مع بيرل وهو بالشقة، فأطلق النار على بناته وقتلهما بدماً باردة وهما بعمر 6 و 9 سنوات، بينما كان يتحدث إلى زوجته السابقة عبر الهاتف. وخلال المكالمة الهاتفية، طلب من ابنته ماري أن تسأل أمها عبر الهاتف، «لماذا تريدين أن يذهب أبي إلى السجن؟». ثم قبل موتها صرخت، وقالت: «لا يا بابا، أرجوك لا تفعل، لا تفعل ذلك.» تم إطلاق النار عليها ثلاث مرات وابنته ليبرتي الآخرى أطلق عليها النار خمس مرات. ثم أخبر بتاليا بيرل «عيد ميلاد قذر»، في إشارة إلى اعتداء عيد الميلاد عام 1999. أنهت بيرل المكالمة واتصلت بالرقم 9-1-1 . بعد الجريمة، ترك باتاليا رسالة على جهاز الرد للمكالمات في غرفة نوم الفتيات:
«مرحبا أيها الفتيات. أريد فقط أن أخبركم بمدى شجاعتكم، وآمل أن تكونا مستريحان في مكان أفضل الآن. أتمنى أن لا يكون لكم علاقة بأمكم. إنها شريرة وشريرة وغبية !»
ذهب باتاليا بعد ذلك إلى صالون للوشم وحصل على وسمين يمثلان بناته على العضلة ذات الرأسين اليسرى. تم القبض عليه بعد ذلك بوقت قصير، ودخل في معركة مع ضباط الشرطة الذين ألقوا القبض عليه، مما تركوه بعين سوداء كاحلة. صادرت الشرطة 16 سلاحاً نارياً في شقته. ذكرت سلطات تكساس أن باتاليا قتل بناته بدافع الأنتقام لأن بيرل اشتكت إلى ضابط المراقبة حول تصرفاته.
أقيمت جنازة الفتاتين في كنيسة المخلص اللوثرية في شمال دالاس، ودُفنا في مقبرة هيلكريست، في شمال دالاس، مع والد بيرل.

## الإجراءات القانونية والتنفيذ

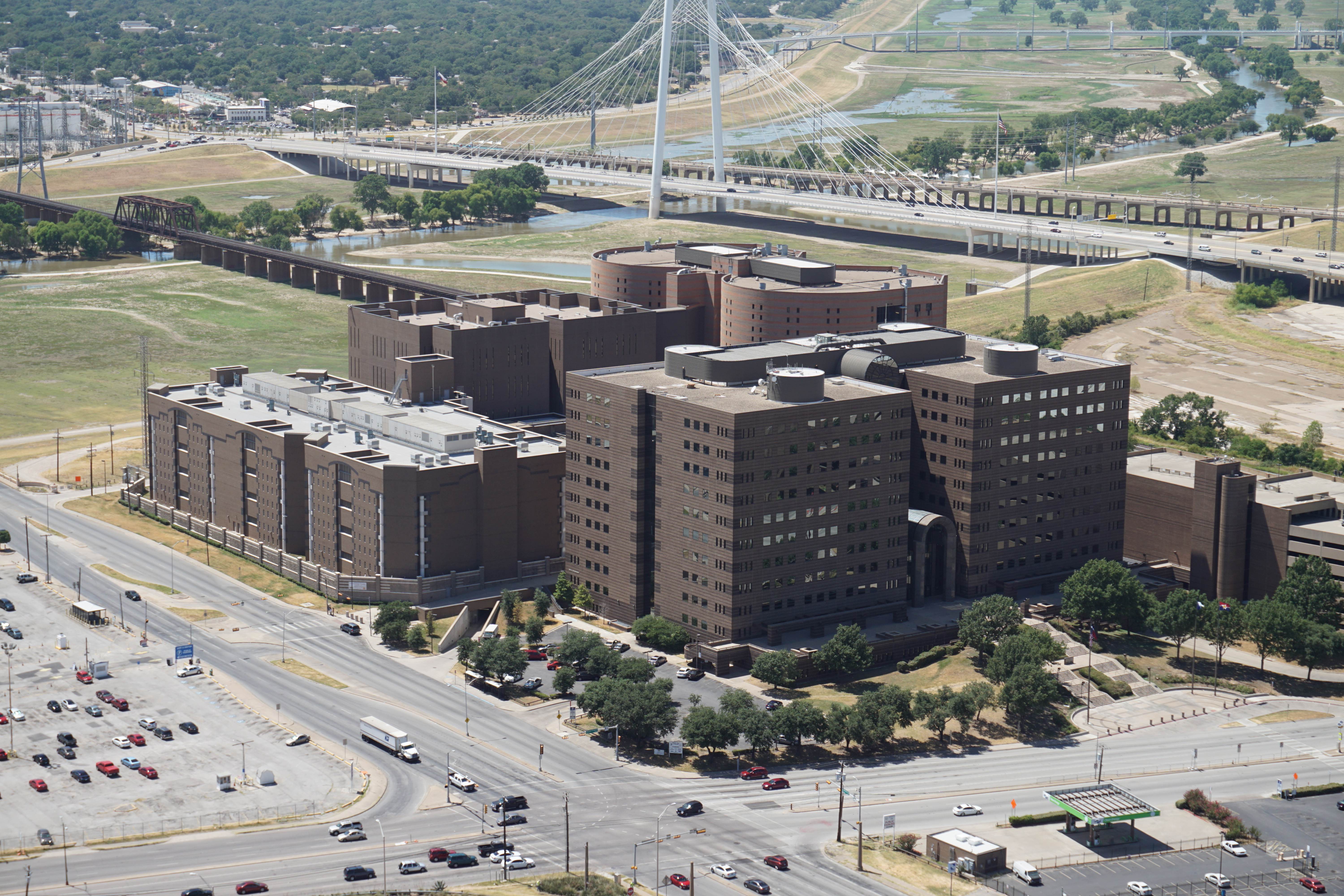
مبنى فرانك كراولي كورتس ، موقع محاكمة باتاليا

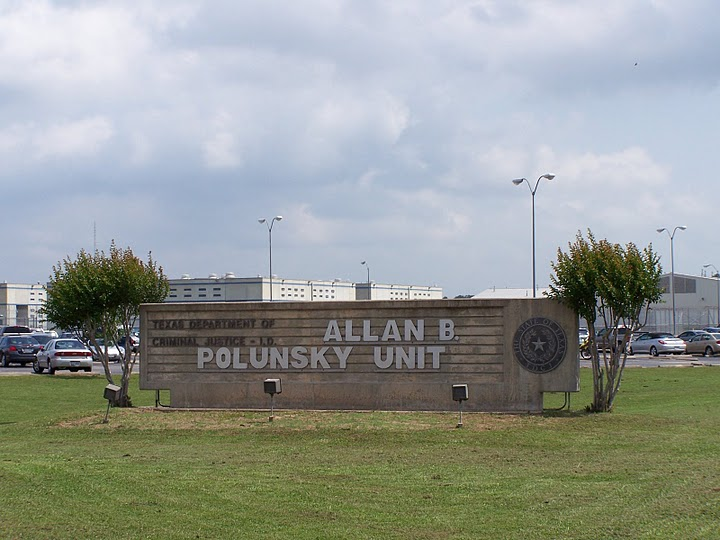
وحدة بولنسكي ، التي تضم رجال تكساس المحكوم عليهم بالإعدام

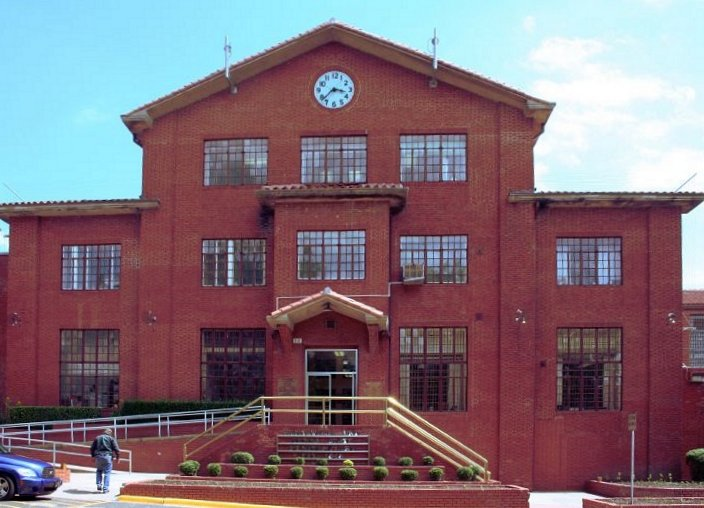
وحدة هانتسفيل ، حيث توجد غرفة الاعدام في ولاية تكساس

بدأت محاكمة جون بتاليا في جريمة قتل أطفاله بتاريخ 22 أبريل 2002، وتم احتجاز المجرم في مبنى فرانك كراولي كورتس في دالاس. كان المدعي العام هو هوارد بلاكمون ومثل باتاليا المحاميان بول جونسون وبول براوكل. تم تداول المحلفون لمدة 19 دقيقة قبل إدانة باتاليا بأعلى تهمة وهي جريمة قتل للقصر. خلال مرحلة إصدار العقوبة على المتهم، جادل محامو باتاليا بأنه لا ينبغي أن يحصل موكلهم على عقوبة الإعدام لأنه يعاني من اضطراب ثنائي القطب. لكن في 30 أبريل 2002، حكمت هيئة المحلفين ذاتها على باتاليا بالإعدام  بعد أن تلقى الحكم الصادر ضده، احتُجز باتاليا في وحدة بولونسكي بالقرب من ليفينجستون، تكساس. وبعد صدور الحكم، أخبرت زوجته السابقة بيرل في تصريح لها «فليحترق في الجحيم إلى الأبد». وقالت أيضا: «أنت واحد من أكثر القتلة البشعة في العصر الحديث. وأود أن أقول في المرة القادمة التي تراني فيها عندما يضعون الإبرة في ذراعك. . . . لن أضيع وقتي في أن أكون ممن يشاهدون إعدامك.» بعد حوالي ستة عشر عامًا عن ارتكاب الجريمة غيرت بيرل رأيها وأرادت مشاهدة إعدام زوجها السابق.
يتم استئناف أحكام الإعدام تلقائيًا خلال فترة المحاكمة، وقد قاتل محامو الاستئناف عن باتاليا بشدة، من أجل تخفيف عقوبة الإعدام إلى الحياة بدون الإفراج المشروط عنه. وكان من المقرر إعدام باتاليا في 30 مارس 2016، لكن محكمة الاستئناف في الدائرة الخامسة الأمريكية أصدرت وقفًا حتى يمكن للمحكمة العليا أن تثبت في ادعاءات محامي المجرم بأنه ليس مختلاَ عقلانيًا لإصدار قرارإعدامه. لم تتحدى ولاية تكساس هذا الوقف، وتم تأجيل قرار إعدامه حتى إشعاراً آخر. في 15 أغسطس 2016، تم اعطاء بتاليا قراراً بتاريخ الإعدام والذي سيكون في 7 ديسمبر 2016. لكن بتاريخ 2 ديسمبر 2016، أصدرت محكمة تكساس للاستئناف الجنائي وقف لتنفيذ حكم الإعدام في حق باتاليا بسبب أسئلة تتعلق بكفاءته العقلية. أعطى الحكم محاميه 60 يومًا للمناقشة أمام محكمة الاستئناف الجنائية.
في تاريخ 20 سبتمبر 2017، رفضت محكمة الاستئناف الجنائية ادعاء باتاليا بعدم الكفاءة العقلية لديه. وفي جلسة استماع متخصصة في نوفمبر 2016، شهد الخبير في الصحة العقلية أن باتاليا من المحتمل أن قام بخداعه في أعراض المرض العقلي في محاولة لتأجيل إعدامه. وأكدت محكمة الاستئناف، قائلة إن باتاليا من المحتمل أن يكون متمارض في محاولة لتأخيل اعدامه. وقبل مواجهة تحديات القدرات العقلية، قرأ باتاليا عن القضايا القانونية ذات الصلة في مكتبة القانون لوحدة بلنسكي، مما يثبت بأنه كان على وعي وقدراته العقلية سليمة.
بتاريخ 31 أكتوبر 2017، تم توقيع مذكرة الموت لباتاليا، وتم تحديد موعد جديد للتنفيذ الحكم الصادر عليه في تاريخ 1 فبراير 2018. فشل الاستئنافات في ملاحقة الحكم الصادر. أعدم باتاليا بالحقنة القاتلة في الساعة 9:40 مساء CST في تاريخ 1 فبراير 2018 في وحدة هانتسفيل، أي بعد ما يقرب ستة عشر عاماً من صدور الحكم الأصلي على المتهم. لم يكن أحد إلى جانب المدان من غرفة الشهود. كانت ماري جان بيرل في جانب الضحايا من منطقة المشاهدة في غرفة الموت لتراقب موت زوجها السابق وقاتل بطفلتيها؛ وعند رؤية زوجته السابقة في غرفة الشاهد، قال باتاليا «حسنًا، مرحبًا يا ماري جان»، ثم انتقل إلى السجان، فذكر «سأراك بعد ذلك. وداعا. تابع من فضلك.». بينما كانت تمشي بعيدًا عن النافذة الزجاجية التي فصلتها عن باتاليا، قالت بيرل، «لقد رأيتُ منه ما يكفني».

## بعد الحادثة
خلال العقد الأول من القرن العشرين، كانت هذه الجريمة واحدة من سلسلة الجرائم القتل المحلية المرتبطة بارك سيتي وهايلاند بارك، و يونيفرسيتي بارك. كتب ستيفن ميكود في صحيفة «دالاس أوبزرفر» قائلاً: «لم يسبق أن تعرضت مدن بارك لأن تهتز بسبب جرائم القتل التي لا توصف ولا يوجد مثيل لها على الإطلاق، والتي تشبه على ما يبدو، عمليات القتل الأسرية مثل عمليات القتل الثلاث الأخيرة التي شهدتها المنطقة، والتي وقعت جميعها في مجموعة من القضايا التي استمرت محاكماتها لـ 25 شهراً».
لا، يا أبي، لا! وهي أحد المقولات ناداة الطفلة آباها كي لا يقتلها.
تم تأسيس Faith and Liberty's Place ، وهو مركز لزيارات الخاضعة للإشراف على لأطفال ويديرها ملجأ العنف الأسري في دالاس، The Family Place ، في شيد على ذكرى ضحايا جريمة بتاليا.
ونتيجة لهذه الجريمة التي راح ضحيتها طفلتان ارتكبها والدهما، رعى توبي غودمان مشروع قانون يدخل في الهيئة التشريعية لولاية تكساس والذي يطالب من القضاة إلى النظر في تاريخ العنف المنزلي داخل الولاية، والنظر فيما إذا كان سيتم الإشراف على زيارات الوالدين مع الأطفال أو بدون. وأقر مجلس الشيوخ في تكساس بالإجماع على أن مشروع القانون 140، سيتم توقيعه من حاكم ولاية تكساس ريك بيري، والذي دخل حيز التنفيذ ابتداءاً من تاريخ 1 سبتمبر 2001.
رفض قاضي محكمة مقاطعة دالاس، ديفيد فين، تهمة الاعتداء باتاليا فيما يتعلق بالعنف الأسري في جلسة سابقة. وفي العام الذي تلا عملية القتل التي شهدتها المقاطعة، استقال من منصبه كقاض، وخاض الانتخابات ضد بيل هيل الحالي لانتخابه كمحامي لمقاطعة دالاس. قامت بيرل بحملة ضد فين، قائلة إن قراره أبقى باتاليا خارج السجن، مما سمح للأب بقتل بناته. فيما بعد خسر فين انتخابات 12 مارس عندما حصل على 25٪ فقط من الأصوات في المقاطعة.

## روابط خارجية
- " المودة القاتلة: جون باتاليا ". دالاس مورنينغ نيوز . 21 فبراير 2014.
- في محكمة الاستئناف الجنائية في تكساس AP-77، 069 JOHN DAVID BATTAGLIA، Appellant v. حالة ولاية تكساس على مراجعة المادة 46.05 يتم تنفيذ الكفاءات من جلسة الاستماع رقم F01-52159-H في محكمة المقاطعة الجنائية رقم 1 قام DALLAS COUNTY - RICHARDSON، J. بإبداء رأي المحكمة في KELLER و PJ و KEASLER و HERVEY و YEARY و NEWELL و KEEL و WALKER. انضم. قدمت ALCALA J. رأي مخالف. (راجع المستند ، راجع ملف التعريف في Justia ، المستند في Findlaw) - قرر: 20 سبتمبر 2017
  - رأي مخالف من قبل الكالا
- باتاليا ضد. محكمة الاستئناف الأمريكية ستيفنز، الدائرة الخامسة. 824 F.3d 470 (الجلسة الخامسة، 2016) - Casetext
- "Victim impact statement of Mary Jean Pearle". دالاس مورنينغ نيوز. 1 مايو 2002. مؤرشف من الأصل في 2002-08-05. اطلع عليه بتاريخ 2019-06-02. {{استشهاد ويب}}: استعمال الخط المائل أو الغليظ غير مسموح: |ناشر= (مساعدة)